# Rathaus (Zeilitzheim)

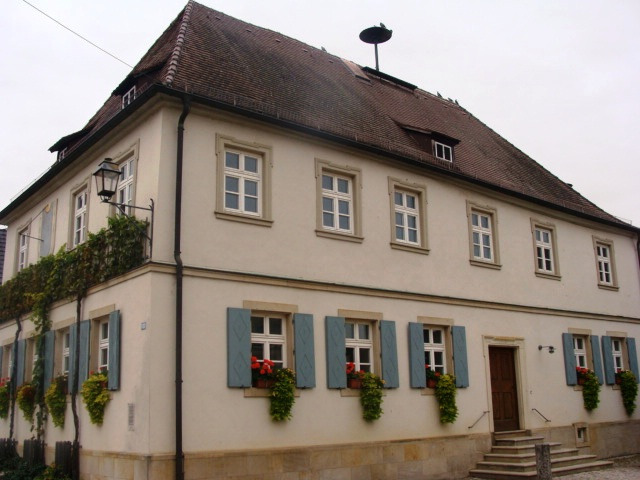
Ehemaliges Rathaus in Zeilitzheim

Das Rathaus in Zeilitzheim, einem Ortsteil der Gemeinde Kolitzheim im unterfränkischen Landkreis Schweinfurt in Bayern, wurde von 1696 bis 1698 mit der Dorfschmiede und Stallungen errichtet. Das ehemalige Rathaus am Marktplatz 2 ist ein geschütztes Baudenkmal. 
Der zweigeschossige Walmdachbau mit verputztem Fachwerkobergeschoss hat vier zu sechs Fensterachsen. Die Tür und Fensterrahmungen aus Sandstein sind geohrt. 
Die Veränderung des Eingangs erfolgte 1714. 